# しあにむ
しあにむは、1968年発足の日本のアニメーション研究サークル。中心メンバーは伴野孝司、望月信夫など。活動拠点は静岡市。会報は「月刊 しあにむ」など。

## 概要
「しあにむ」は1968年に伴野孝司、望月信夫らが静岡市で結成、以後は多数の上映会開催や会報発行を実施。
全国アニメーション総会では1971年10月の「第二回アニメ総会」（静岡大会）を主催し、以降も4年間隔の静岡大会を主催（1987年に静岡大学アニメーション同好会OBサークルのSCMに主催交代）。
1986年に会員の伴野・望月共著の書籍『世界アニメーション映画史』が、アニドウの「ぱるぷ出版」より発行。
1987年の第二回広島国際アニメーションフェスティバルに企画委員として協力。